# Faratsiho microptera
Faratsiho microptera är en tvåvingeart som beskrevs av Renaud Maurice Adrien Paulian 1956. Faratsiho microptera ingår i släktet Faratsiho och familjen sorgmyggor.
Artens utbredningsområde är Madagaskar. Inga underarter finns listade i Catalogue of Life.